# Liste der Monuments historiques in Eynesse
Die Liste der Monuments historiques in Eynesse führt die Monuments historiques in der französischen Gemeinde Eynesse auf.

## Liste der Bauwerke
| Bezeichnung     | Beschreibung                  | Standort | Kennzeichnung | Schutzstatus | Datum | Bild |
| --------------- | ----------------------------- | -------- | ------------- | ------------ | ----- | ---- |
| Schloss Barrail | Erbaut ab dem 15. Jahrhundert | (Lage)   | PA00083543    | Inscrit      | 1972  |      |